# Izbica (Główczyce)
Izbica (deutsch Giesebitz, slowinzisch Jǐzbjicǎ) ist ein Dorf im Powiat Słupski (Stolper Kreis) der polnischen Woiwodschaft Pommern.

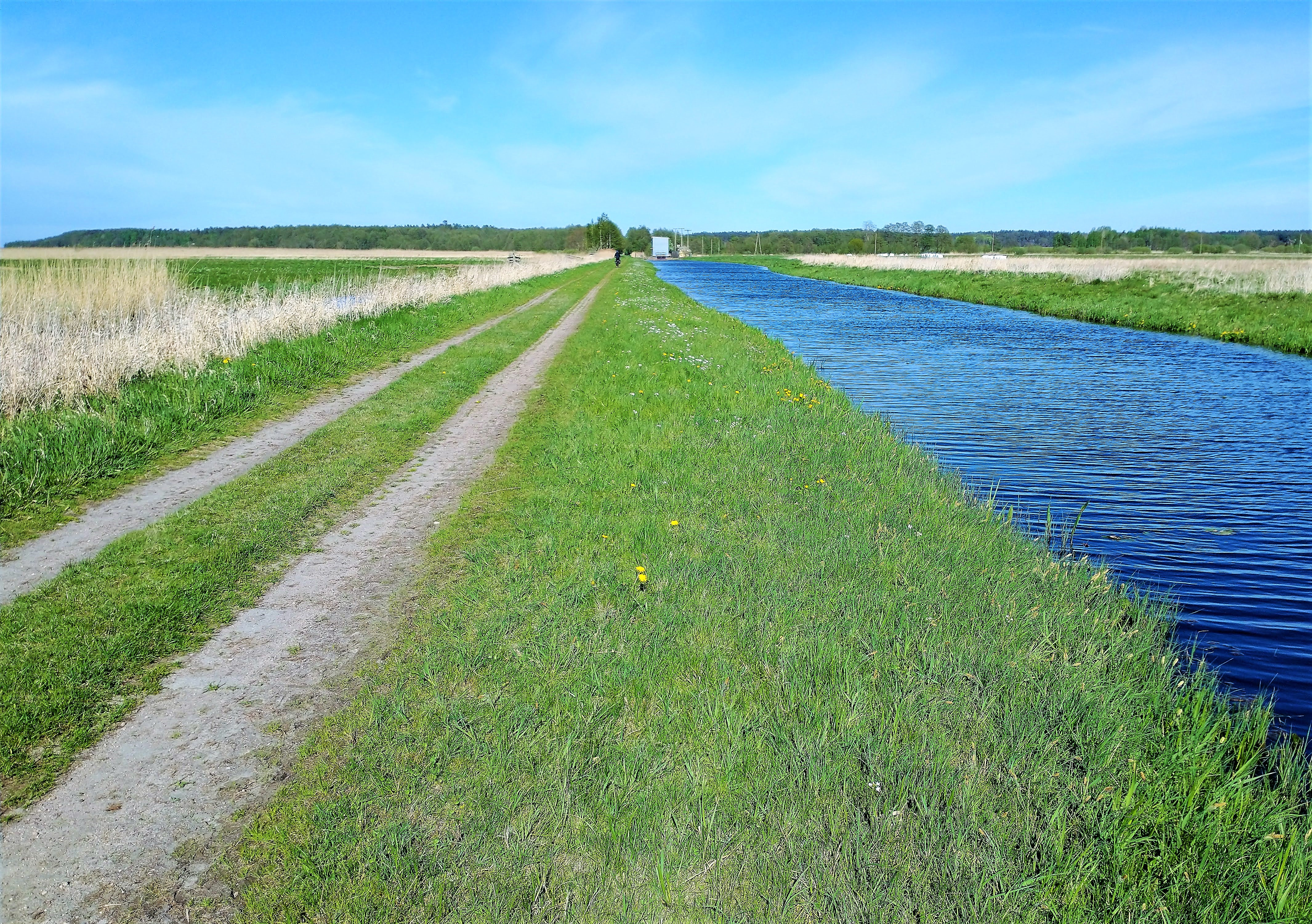
Mühlgraben (2021)

Giesebitz nordöstlich von Stolp am Südufer des Lebasees an der Ostsee (Bildmitte) auf einer Landkarte von 1910.

## Geographische Lage
Das Dorf liegt in Hinterpommern, etwa 35 Kilometer nordöstlich von Stolp und 8,5 Kilometer nordöstlich von Główczyce (Glowitz) entfernt. Durch die Gemarkung des Dorfs fließt ein breiter Bach, der Mühlgraben, der hier in den Lebasee  mündet.

## Geschichte

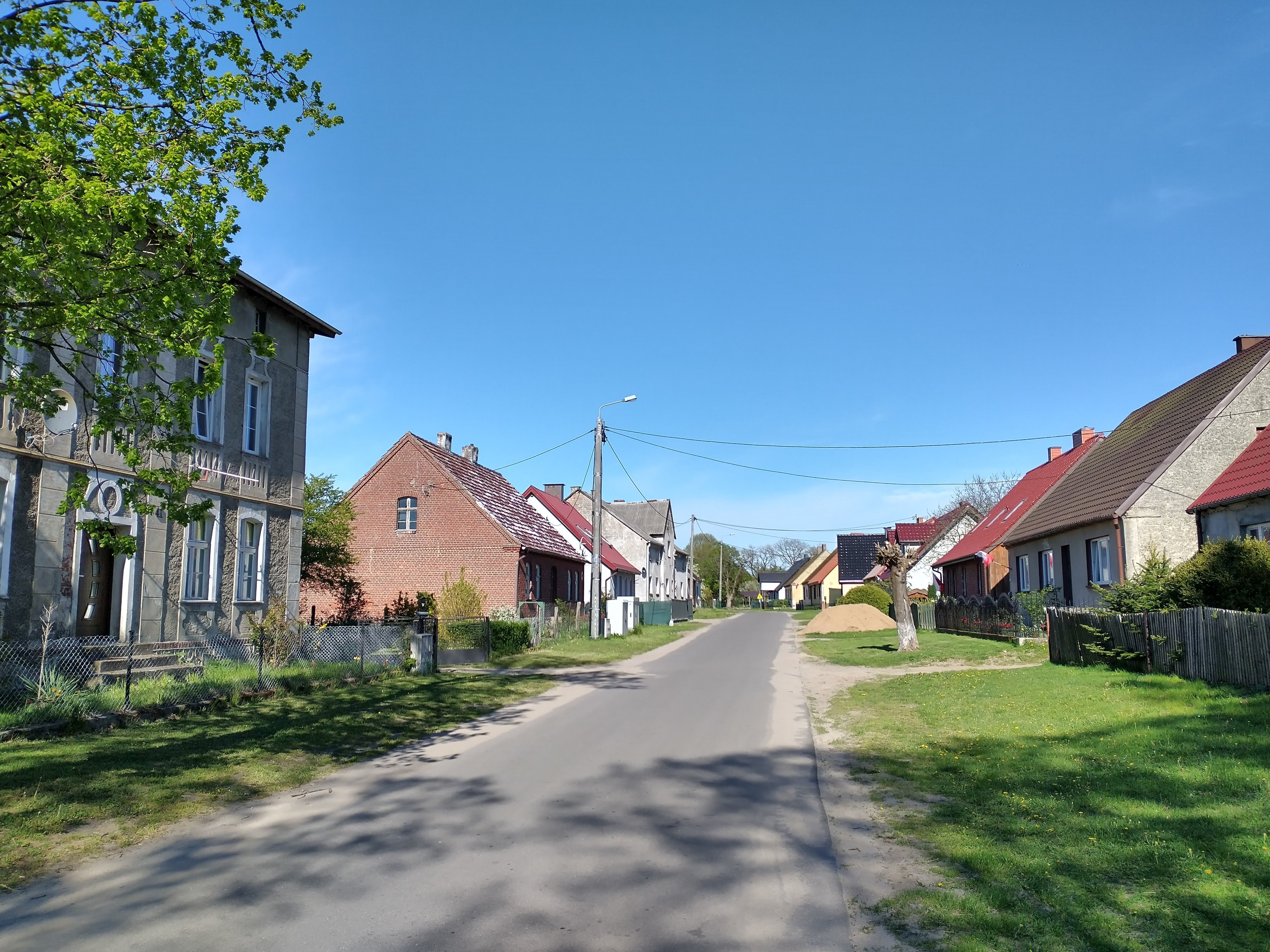
Dorfstraße (2021)

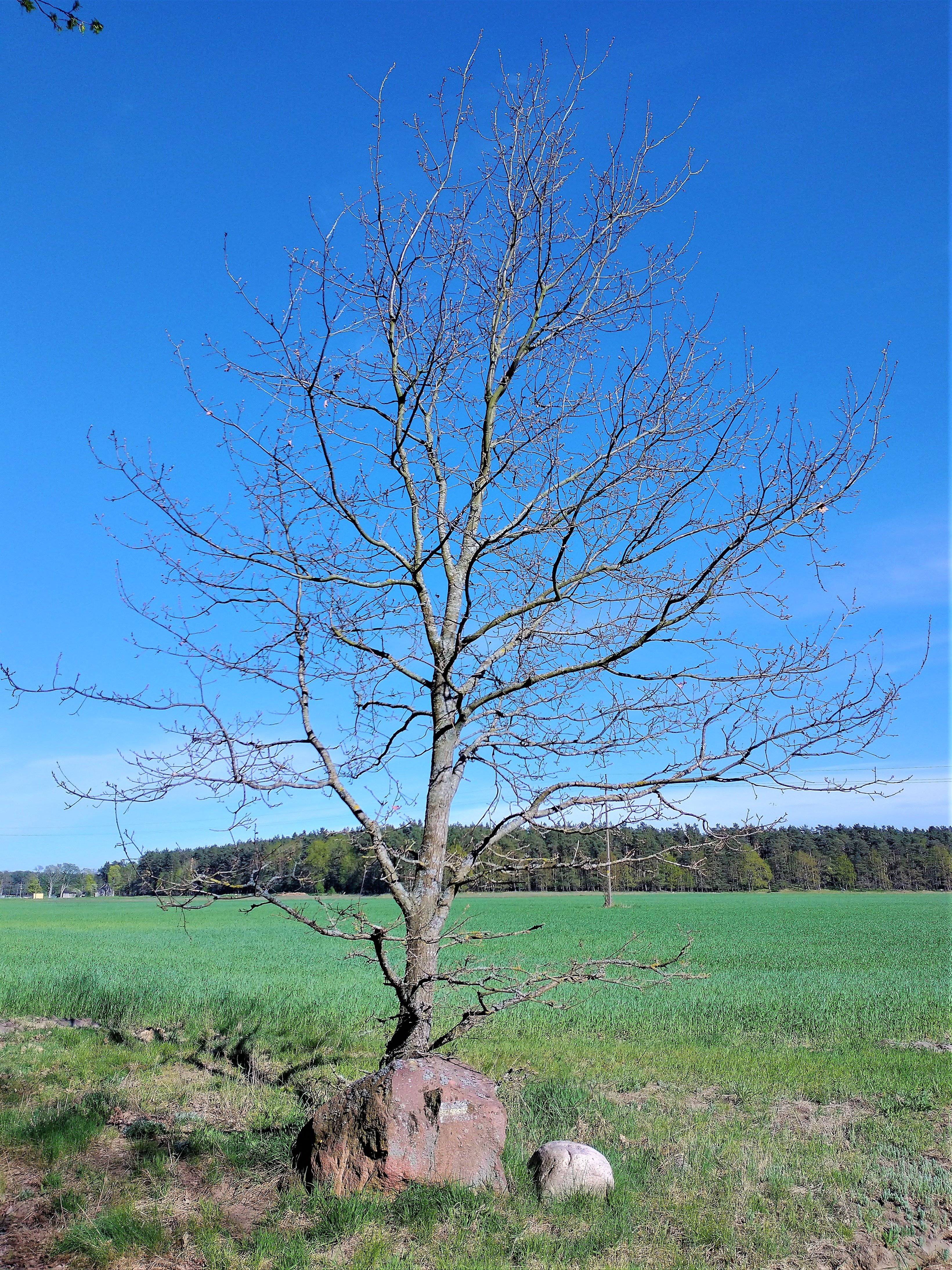
Feldsteine auf der Feldmark (2021)

Das Rittergut Giesebitz war in älterer Zeit ein  Lehen der Familie Stojentin.  Der Ortsname Giesebitz wurde bereits in Urkunden aus dem Jahr 1518 benutzt. Es waren jedoch auch andere Ortsnamen in Gebrauch: Gisbitze (1523), Gesebitze (1529) und Jesebitz (1561). Das zugehörige Dorf war als kleines Gassendorf angelegt worden. Um das Jahr 1784 gab es in Giesebitz ein Vorwerk und acht Bauern.  
Am 1. April 1927 hatte das Gut Giesebitz eine Flächengröße von 1312 Hektar, und am 16. Juni 1925 hatte der Gutsbezirk 423 Einwohner. Am 30. September 1928 wurde der Gutsbezirk Giesebitz in die Landgemeinde Giesebitz eingegliedert.
Anfang der 1930er Jahre hatte die Landgemeinde Giesebitz eine Flächengröße von 17,8 km². Innerhalb der Gemeindegrenzen standen insgesamt 111 bewohnte Wohnhäuser an sieben verschiedenen Wohnstätten:
1. Amerika
2. Fuchsberg
3. Giesebitz
4. Kurland
5. Mühle
6. Paris
7. Schlagbaum

Um 1935 gab es in Giesebitz unter anderem einen Gasthof, eine Niederlassung der Spar- und Darlehnskasse, zwei Gemischtwarenläden, eine Molkerei, ein Baugeschäft, zwei Schmieden, eine Tischlerei und eine Viehhandlung.

Gebäude im Dorf
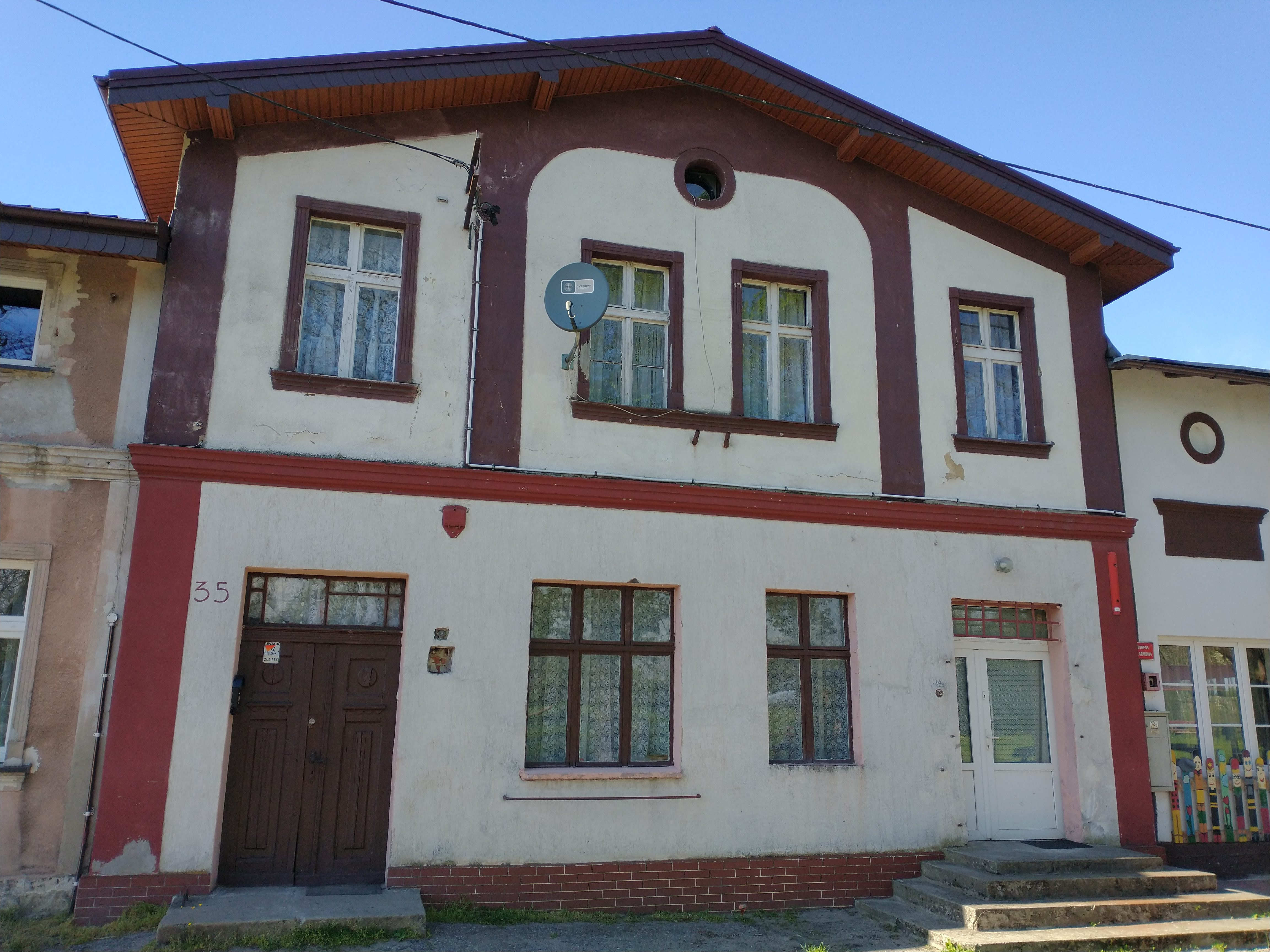
2021
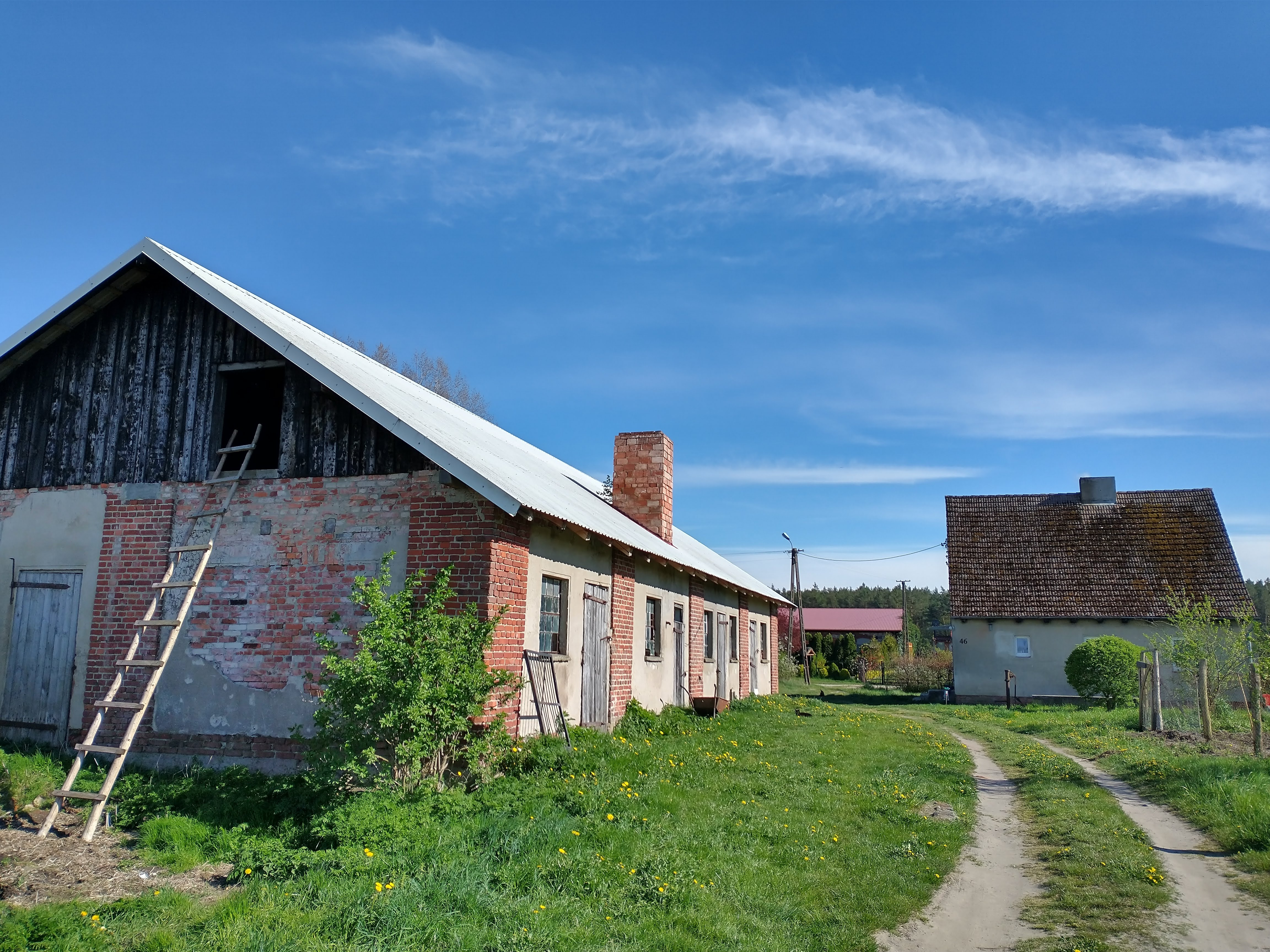
2021
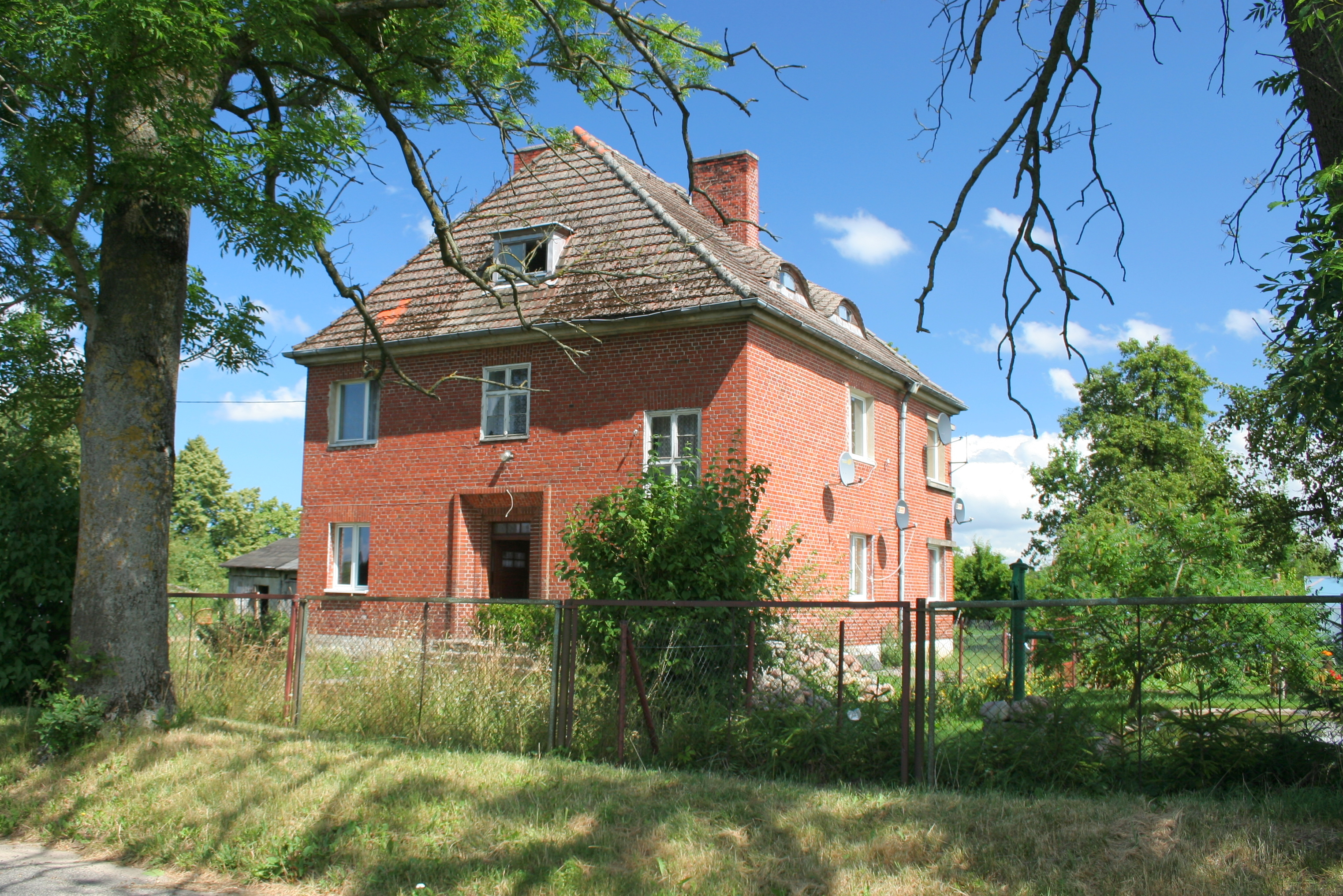
2010
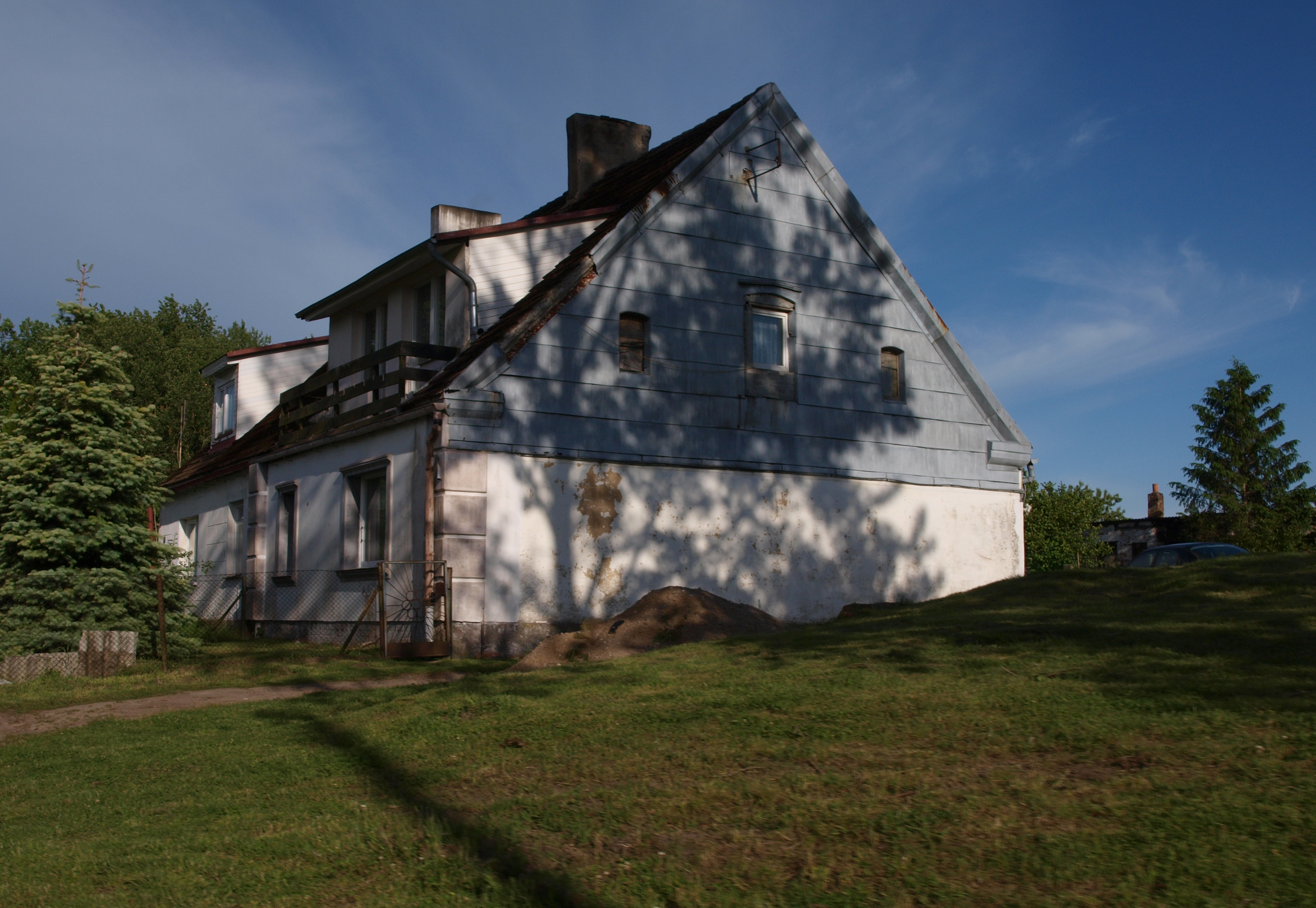
2010

1939 lebten in Giesebitz 644 Personen in 150 Haushaltungen.
Bis 1945 bildete Giesebitz eine Landgemeinde im Landkreis Stolp, Regierungsbezirk Köslin, der preußischen Provinz Pommern des Deutschen Reichs. Das Dorf war Amtssitz des Amtsbezirks Giesebitz.
Gegen Ende des Zweiten Weltkriegs wurde das Dorf am 9. März 1945 von der Roten Armee besetzt. Nach Beendigung der Kampfhandlungen wurde die Region anschließend zusammen mit ganz Hinterpommern seitens der sowjetischen Besatzungsmacht der Volksrepublik Polen zur Verwaltung überlassen. Danach kamen Polen ins Dorf, von denen die einheimischen Dorfbewohner aus ihren Häusern und Gehöften gedrängt wurden. Die einheimischen Dorfbewohner wurden in der Folgezeit von der polnischen Administration  vertrieben.
Später wurden in der Bundesrepublik Deutschland 295 und in der DDR 178 aus Giesebitz vertriebene Dorfbewohner ermittelt.
Im Jahr 2008 hatte das Dorf 299 Einwohner.

## Religion

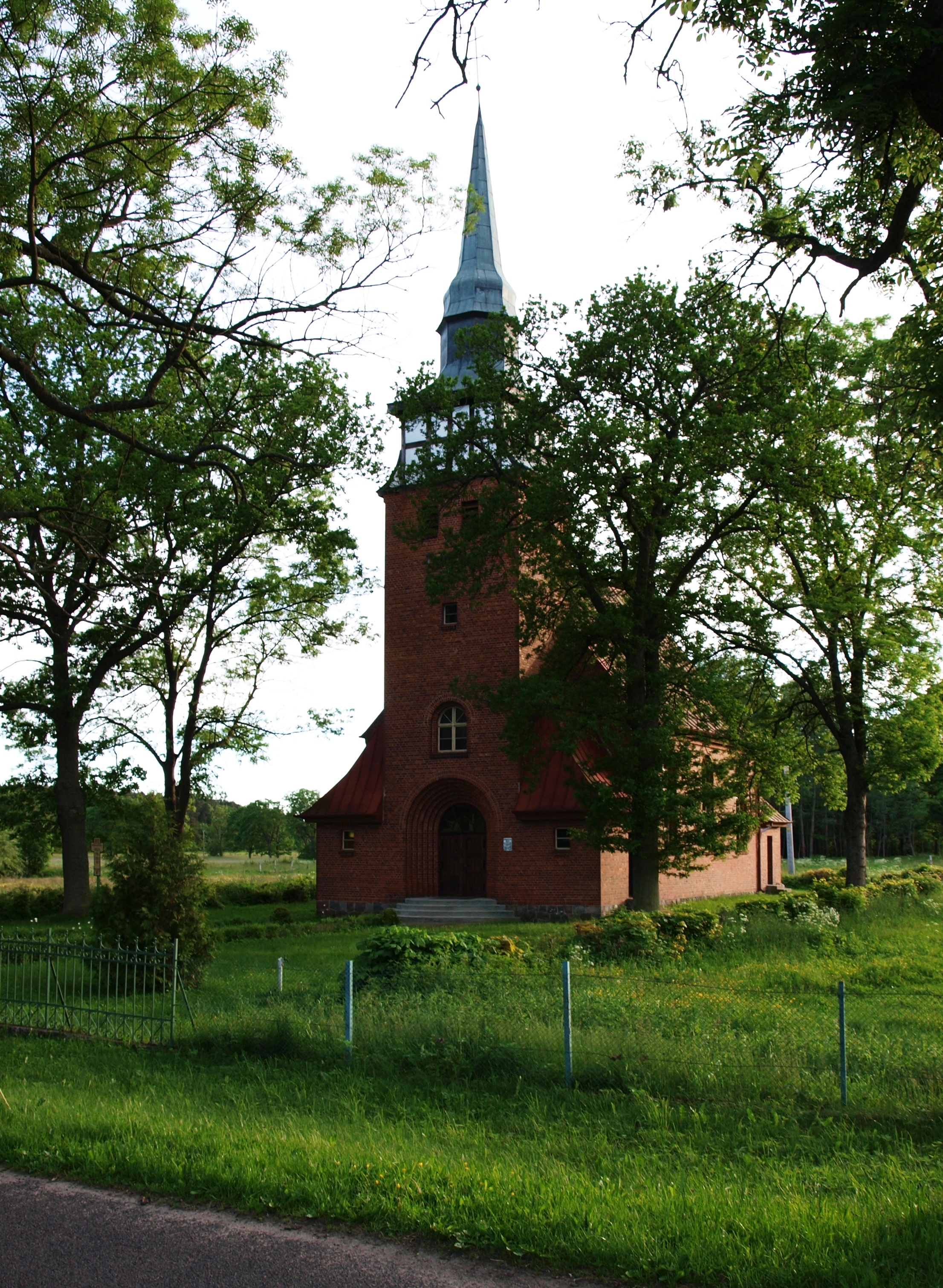
Dorfkirche (2010), bis 1945 Gotteshaus der evangelischen Gemeinde Giesebitz

Die bis 1945 in Giesebitz ansässigen Dorfbewohner waren mit seltenen Ausnahmen evangelisch (Angehörige der Landeskirche) und gehörten zum evangelischen Kirchspiel Glowitz. Sofern Katholiken zugegen waren, gehörten diese zum katholischen Kirchspiel Stolp.
Die Dorfkirche wurde 1945 von der polnischen Administration zugunsten der polnischen katholischen Kirche zwangsenteignet und vom polnischen katholischen Klerus ‚neu geweiht‘. 
Die seit 1945 und Vertreibung der einheimischen Dorfbewohner anwesende polnische Einwohnerschaft ist überwiegend katholisch.